# P・T・ウシャ
P・T・ウシャ（P. T. Usha、本名：Pilavullakandi Thekkeparambil Usha、1964年6月27日 - ）は、インドの陸上競技選手で、専門は短距離。1980年代のアジアを代表する女性スプリンターとして知られ、インドでは「トラックとフィールドの女王」と呼ばれた。

## 人物・経歴
1964年、ケララ州カリカット出身。15歳で国内大会のタイトルを総なめにし、一躍天才少女として注目される。
1980年、16歳でモスクワオリンピックに出場。女子100m、200mでインド代表として出場したが、両種目で予選敗退という惨敗を経験した。特に100mの予選一組では同大会で銅メダルを獲得したイングリット・アウアースバルトがおり、アジアと世界のレベルの差を痛感させられた大会となった。
1982年、ニューデリーで開かれたアジア大会において100m、200mの両種目で銀メダルを獲得した。
1984年のロサンゼルスオリンピックでは同大会で初めて採用された女子400mハードルでインド代表として出場。同種目で見事決勝進出を果たし、55秒42で4位に入賞を果たした。同大会で銅メダルを獲得したクリスティアーナ・コジョカルとの差は僅か0.01秒の差であった。また1600メートルリレー走ではアンカーを務め、インドの7位入賞に大きく貢献した。
1986年、ソウルで開かれたアジア大会では女子200m、400m、400mハードル、4x400mRの4種目で金メダル、100mで銀メダルと計5種目でメダルを獲得。翌年の1987年世界陸上ローマ大会では女子400mハードルで準決勝まで進み、決勝進出まであと一歩に迫った。
1988年のソウルオリンピックにはインド中からメダル獲得の大きな期待を寄せられて女子400mハードルで出場したが、それがプレッシャーとなり、59.55の平凡な記録で予選敗退。その後は第一線を退いて1600メートルリレーを中心としたリレー種目に重点を置き、1990年、1994年アジア大会では2大会連続で銀メダルを獲得した。
引退後は自身の名を冠した「ウシャ・スクール」を開設し、トレーナーに転身。現在は後進の指導に当たっている。